# Daniel Cleary (football)
Pour les articles homonymes, voir Cleary.
Ne doit pas être confondu avec Daniel Cleary (hockey sur glace).
Daniel Cleary, né le 9 mars 1996 à Dublin, est un joueur de football irlandais. Il joue au poste de défenseur pour le club de Shamrock Rovers.

## Biographie
Daniel Cleary nait 9 mars 1996 à Dublin. Il grandit dans le quartier de Drimnagh et apprend le football dans le club local, le Crumlin United. Le club a une réputation flatteuse de club formateur puisque d'autres joueurs professionnels ont porté ses couleurs comme Robbie Keane. Lorsqu'il a 14 ans il fait un essai pour le Birmingham City Football Club mais n'est pas retenu. Il s'engage peu après au Liverpool Football Club pour y intégrer l'école de football. Après quatre saisons dans les équipes de jeunes, il intègre en 2015 l'équipe professionnelle des Reds. Il joue un premier match avec Liverpool lors de la préparation de la saison 2015-2016. Le 2 août 2015 il entre en jeu à la 57e minute comme remplaçant de Trent Alexander-Arnold lors d'un match amical de pré-saison contre Swindon Town. Le 17 septembre 2015 il est remplaçant en Ligue Europa contre les Girondins de Bordeaux. Il n'entre pas en jeu lors de cette rencontre et ne joue aucun match officiel avec Liverpool lors de la saison. Cette piètre performance est en partie expliquée par un grave blessure subie lors d'un entraînement. Il est blessé par un de ses coéquipiers, Tom Brewitt. Celui-ci avouera plus tard avoir délibérément blessé son partenaire car les deux joueurs étaient alors en concurrence directe pour un poste à Liverpool,,,.
Au terme de son contrat Liverpool ne conserve pas Daniel Cleary. Celui-ci s'engage alors avec le Birmingham City Football Club le 27 juillet 2016. Son contrat le lie essentiellement avec l'équipe de jeunes du club de deuxième division anglaise. Au bout d'un an Birmingham City le prête dans un club de cinquième division le Solihull Moors Football Club pour lui donner un peu de temps de jeu jusqu'en janvier 2018. Il y joue peu, trois petites apparitions seulement sur le terrain. A son retour de prêt, Birmingham annonce une rupture de contrat par consentement mutuel. Cleary se retrouve sans club et semble s'éloigner du football.
Daniel Cleary cherche une solution à ses difficultés à jouer régulièrement au football. Il la trouve en revenant en Irlande. Le 15 février 2018 il s'engage avec le Dundalk Football Club, club qui domine alors le championnat irlandais. Il intègre immédiatement l'équipe première. Il marque son premier but en championnat le 2 juin 2018 à l'occasion d'une victoire 5-2 sur le terrain des Shamrock Rovers. Il est pour l'occasion sanctionné d'un carton jaune, sa célébration de son but tête contre tête avec l'entraîneur adverse Stephen Bradley étant jugée outrancière. Il se trouve que Cleary avait passé un test avec les Rovers quelques jours avant de signer à Dundalk et n'avait pas été retenu.
Cleary remporte cette saison là son premier trophée. Il est champion d'Irlande avec Dundalk. Le 4 novembre 2022 il entre comme remplaçant lors de la finale de la Coupe d'Irlande contre Cork City FC. Il réalise donc le doublé coupe/championnat.
Lors de la saison 2019, Cleary participe au gain d'un deuxième titre de champion consécutif, le cinquième en six ans pour Dundalk. Il est nommé "joueur du mois d'août" et remporte la coupe de la Ligue en marquant un des tirs au but donnant la victoire à son club.
Fin novembre 2021, Daniel Cleary est en fin de contrat avec Dundalk. Il est recruté par les Écossais du St Johnstone Football Club. Il signe le 1er janvier 2022 un contrat de deux ans et demi. Il arrive en cours de saison dans une équipe qui avec seulement trois victoires se trouve en bas du classement de première division et se bat pour ne pas être relégué. Cleary joue quinze matchs de championnat et les deux matchs de barrage qui permettent à St Johnstone de se maintenir dans l'élite écossaise. Cleary quitte toutefois le club dès le mois suivant, Callum Davidson, l'entraîneur écossais, parle de raisons familiales pour cette rupture de contrat.
Daniel Cleary regagne l'Irlande et s'engage avec les Shamrock Rovers. Il remporte le titre de champion 2022 avec les Hoops.

## Palmarès
Dundalk
- Championnat d'Irlande
  - Champion : 2018 et 2019
- Coupe d'Irlande
  - Vainqueur : 2018 et 2020
- Coupe de la Ligue
  - Vainqueur : 2019
- Coupe du Président d'Irlande
  - Vainqueur en 2019 et 2021
- Coupe des champions d'Irlande
  - Vainqueur en 2019

Shamrock Rovers
- Championnat d'Irlande
  - Champion : 2022